# ГЕС Саліньяк
ГЕС Саліньяк (фр. Salignac) — гідроелектростанція на південному сході Франції. Знаходячись між ГЕС Сістерон (вище за течією) та ГЕС Oraison, входить до каскаду ГЕС на річці Дюранс (ліва притока Рони), яка на цій ділянці розділяє дві частини Французьких Передальп — Передальпи Дофіне на заході та Прованські Передальпи на сході.
Станція працює на основі типової для більшості ГЕС каскаду схемі з відведенням ресурсу до дериваційного каналу, піднятого за допомогою дамб над довколишньою місцевістю. Русло річки перекрили греблею Saint-Lazare висотою 28 метрів та довжиною 250 метрів, яка включає чотири водопропускних шлюзи по центру, земляний відтинок біля правого берегу та поріг на вході у канал біля лівого. Вона утримує невелике сховище площею поверхні 1,18 км2 та об'ємом 6,2 млн м3, звідки бере початок дериваційний канал довжиною майже 5 км, прокладений по лівобережжю Дюрансу уздовж гірського масиву Prealpes de Digne (Прованські Передальпи).
По завершенні каналу розташовано машинний зал руслового типу, обладнаний двома турбінами типу Френсіс потужністю по 44 МВт, які при напорі у 29 метрів забезпечують річну виробітку на рівні 0,25 млрд кВт-год. Відпрацьована вода майже одразу повертається до Дюранс.
Управління роботою станції здійснюється із диспетчерського центру на ГЕС Сент-Тюль.